# HD 178322
HD 178322，又名CD-4213933，SAO 229531、HR 7257，是一颗恒星，视星等为5.88，位于銀經355.55，銀緯-20.98，其B1900.0坐标为赤經19h 2m 55s，赤緯-42° -20.98′ 4″。